# Pronocera
Pronocera é um gênero de coleópteros da tribo Callidiini (Cerambycinae); compreende apenas três espécies com distribuição na região Holoártico.

## Sistemática
- Ordem Coleoptera
  - Subordem Polyphaga
    - Infraordem Cucujiformia
      - Superfamília Chrysomeloidea
        - Família Cerambycidae
          - Subfamília Cerambycinae
            - Tribo Callidiini
              - Gênero Pronocera (Motschulsky, 1859)
                - Pronocera angusta (Kriechbaum, 1844)
                - Pronocera collaris (Kirby, 1837)
                - Pronocera sibirica (Gebler, 1848)